# William Archibald (dramaturge)
Pour les articles homonymes, voir William Archibald (homonymie) et Archibald.
William Archibald, né le 7 mars 1917 sur l'île de la Trinité (Trinidad) et mort le 27 décembre 1970  à New York est un dramaturge, danseur, chorégraphe et metteur en scène américain d'origine trinidadienne.

## Biographie
William Archibald est connu pour avoir adapté au cinéma la nouvelle Le Tour d'écrou (The Turn of the Screw) de Henry James dans le film d'horreur britannique Les Innocents (1961).

## Filmographie
- 1953 : La Loi du silence
- 1961 : Les Innocents

## Théâtre (adaptation)
- 1952 : The Innocents, adaptation de la nouvelle The Turn of Screw (Le Tour d'écrou) d'Henry James
- 1954 : Portrait de femme (The Portrait of a Lady), adaptation du roman éponyme d'Henry James

## Prix
- 1962 : Prix Edgar-Allan-Poe du meilleur scénario de cinéma (avec Truman Capote) pour Les Innocents de Jack Clayton